# Chau, amor mío
Chau, amor mío é uma telenovela argentina produzida pela Pol-ka Producciones e exibida pelo Canal 13 entre março de 1979 e novembro de 1979.

## Elenco
- Soledad Silveyra - Fe
- Arturo Puig - Hernando
- Raúl Rossi - Tio Cholo
- China Zorrilla - Ana
- Ana María Campoy - Luciana
- Elda Dessel - Lelia
- Lito González - Máximo
- Mariángeles - Roberta